# لورانس إتش نوكس
لورانس إتش نوكس (بالإنجليزية: Lawrence H. Knox)‏ هو كيميائي ومهندس أمريكي، ولد في 30 سبتمبر 1906، وتوفي في 1966 بسبب تسمم بأحادي أكسيد الكربون.